# Rafael Álvarez Ovalle
Rafael Álvarez Ovalle (San Juan Comalapa, 24 de octubre de 1858 - Ciudad de Guatemala, 26 de diciembre de 1946) fue un compositor, flautista, guitarrista, pianista y violinista guatemalteco.

## Biografía
Nació en la localidad de San Juan Comalapa, Chimaltenango; era hijo de Rosendo Álvarez e Ildefonsa Ovalle. Aprendió sus primeras letras con el profesor Juan Alegría y su iniciación musical la recibió de su padre quien desempeñó durante mucho tiempo el cargo de maestro de capilla del pueblo y después fue designado para ocupar la dirección de la escuela de música de Santa Lucía Cotzumalguapa en el departamento de Escuintla. Sus estudios musicales fueron aprendidos en la Antigua Escuela de Sustitutos, actualmente se llama Escuela Militar de Música "Maestro Rafael Álvarez Ovalle", llamada así en su honor, la cual se ubica en la 23 avenida final, 32-36 zona 5, Guatemala.   
En 1874 falleció su padre y a pesar de contar solamente con 12 años de edad, lo sustituyó en el cargo de director de la escuela de música en Santa Lucía. Contrajo matrimonio con Anita Minera de García, con quien procreó ocho hijos.
En 1879, por orden expresa del presidente Justo Rufino Barrios, Álvarez Ovalle llegó a la capital del país a estudiar en la Escuela de Sustitutos de la Banda Nacional, bajo la dirección de Pedro Vissoni. A los tres meses ya podía tocar la guitarra y el pícolo, y pasó a formar parte como integrante de la Banda Marcial, bajo la dirección del músico alemán Emilio Dressner.
En 1887 se llamó a un concurso literario para seleccionar la mejor composición que serviría como himno nacional de Guatemala. El poeta Ramón Pereira Molina (de Totonicapán) ganó la competencia. Se promovió entonces la selección de una partitura para acompañar la composición triunfante. El ganador de este concurso musical, por unanimidad, fue Rafael Álvarez, quien a la sazón contaba con 28 años de edad. Sin embargo no se avanzó en la oficialización de este certamen.
Nueve años después, en 1896, el presidente de la República José María Reyna Barrios abrió un nuevo concurso para seleccionar definitivamente la letra y música al himno nacional de Guatemala. Nuevamente la partitura escogida fue la de Rafael Álvarez Ovalle; en cambio se eligió la poesía del autor Anónimo. Por decreto oficial de fecha 19 de febrero de 1897, fue declarada como música del Himno nacional.
El 14 de marzo de 1897, los alumnos del Conservatorio Nacional ―dirigidos por el propio maestro Álvarez Ovalle― cantaron por primera vez el himno oficial de Guatemala en el teatro Colón.
Rafael Álvarez Ovalle tocaba la guitarra, el piano, el violín y la flauta. Organizó diversos conjuntos musicales, entre otros, las estudiantinas La Broma y La Tuna, para difundir la música guatemalteca. Fue maestro del Conservatorio Nacional de Música y de escuelas públicas y privadas. Fundó también la Concertina Guatemalteca y la orquesta femenina del Instituto Normal Central para Señoritas Belén y la del Colegio Centroamericano.
El 15 de septiembre de 1911, el presidente Manuel Estrada Cabrera le rindió un homenaje en el teatro Colón, donde fue condecorado con una medalla de oro. Un mes antes, el poeta cubano José Joaquín Palma encontrándose ya en su lecho de muerte, reveló que él había sido el autor de la letra del Himno Nacional, la cual había permanecido como «anónima» desde 1897. El gobierno de Estrada Cabrera le rindió sendos homenajes, y también lo hizo con el maestro Álvarez Ovalle. Palma falleció el 2 de agosto de 1911.
El 24 de octubre de 1941, con motivo de cumplir 83 años de edad, las autoridades de su ciudad natal, San Juan Comalapa, le rindieron masivo homenaje.

## Muerte

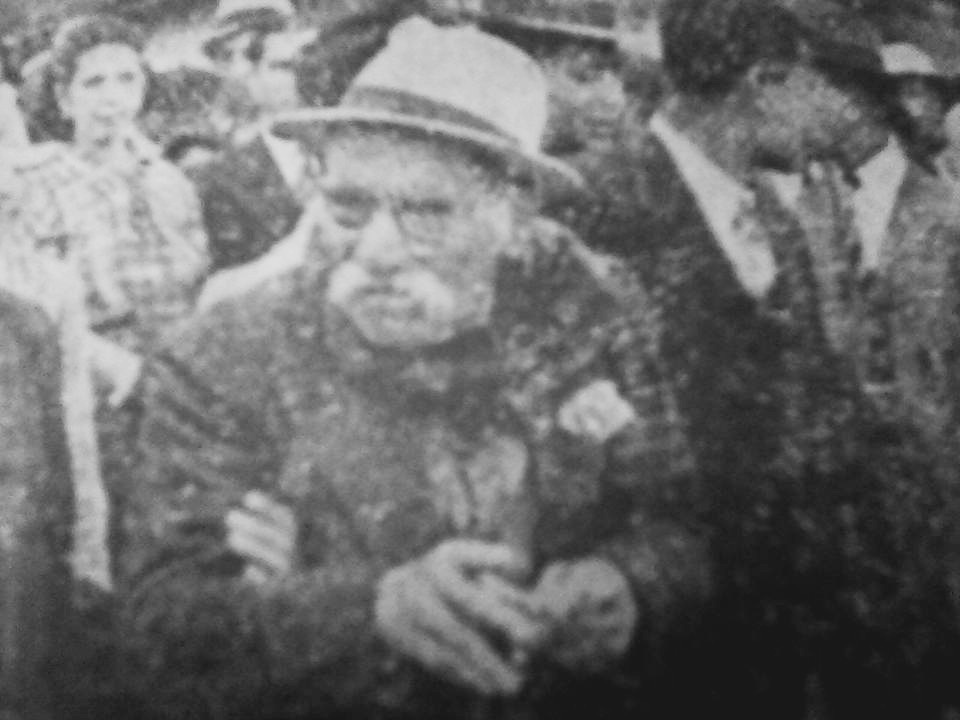
Maestro compositor Álvarez Ovalle en las postrimerías de su vida.

Murió en la ciudad de Guatemala, el 26 de diciembre de 1946. Ese día el gobierno del Dr. Juan José Arévalo decretó duelo nacional y costeó los funerales; las escuelas y oficinas públicas cesaron sus actividades y la bandera ondeó a media asta en señal de duelo.
Fue sepultado en el Cementerio General de la Ciudad de Guatemala.

## Obras
- Himno Nacional de Guatemala.
- La tuna (pasodoble).
- O salutaris.
- Mis tataranietos.
- Marcha Fúnebre "El Nazareno"

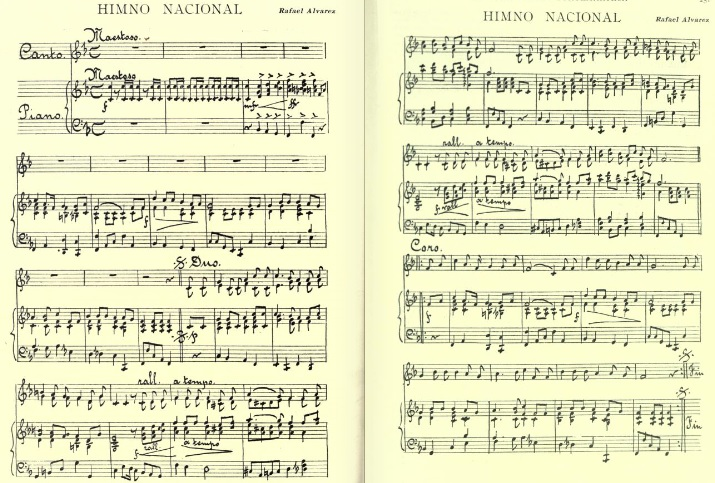
Partitura del Himno Nacional de Guatemala publicada en La Ilustración Guatemalteca en 1897.

Rafael Álvarez Ovalle escribió himnos, valses, mazurcas, sones guatemaltecos y otras obras de carácter religioso.